# Edmond Chabot
Pour les articles homonymes, voir Chabot.
Edmond Chabot est un religieux catholique et compositeur français, né le 21 décembre 1874 et mort le 9 décembre 1962.

## Biographie
Fils de Jean-Baptiste Hector Chabot (né à Metz et établi à Marseille) et de Rose Antoinette Orcel, il se dirige très tôt vers la prêtrise. Excellent professeur au petit Séminaire, il devient chanoine et maître de chapelle de la cathédrale de Marseille.

## Œuvres
Élève du Salésien Dom G. B. Grosso, d'Henri Messerer du Conservatoire et de Dom André Mocquereau des bénédictins de Solesmes, cet amateur de chant grégorien et de César Franck est, non seulement un spirituel, mais un pédagogue et un compositeur abondant. Il a laissé au moins cinq oratorios, des messes à plusieurs voix, un Vade-Mecum de l’organiste, huit volumes de Pièces liturgiques, cinq volumes de Cantiques, une Méthode d’accompagnement du chant grégorien d’après les principes rythmiques de l’école de Solesmes, ainsi que divers recueils de motets et de chants latins, tous ouvrages édités à Marseille par Publiroc. L'éditeur italien Carrara vient de rééditer de lui Mélodies religieuses.
Soixante Pièces pour Orgue ou Harmonium'' (http://www.edizionicarrara.it/it/prodotto/melodiesreligieuses-907789).